# Germanna
(Mary Johnston, Pioneers of the Old South)
Germanna è il nome con cui viene identificato un insediamento attivo nel XVIII secolo abitato in prevalenza da tedeschi sito nella contea di Orange. Il villaggio, che raggiunse i 200 abitanti nel 1719, era ubicato nello stato federato americano della Virginia. Durante i quasi settant'anni di continuità abitativa, Germanna fu un importante polo di lavorazione e produzione del ferro.

## Origini del nome
Il nome di "Germanna" fu scelto dall'allora governatore della Virginia Alexander Spotswood nel 1714. Il toponimo è una crasi fra la parola inglese german (in italiano tedesco, in relazione alla provenienza degli immigrati) e il nome della regina Anna. Nonostante la morte della regina, avvenuta il 1º agosto dello stesso anno, il nome non fu più cambiato.

## Storia

### XVIII secolo
Nel 1714 il governatore della Virginia Alexander Spotswood stabilì una colonia di 42 migranti tedeschi provenienti dal Siegerland. La colonia prese il nome di "Germanna", e subito vennero istituite numerose fonderie e vennero aperte delle miniere d'argento. Nel 1717 giunse in Virginia una seconda ondata di coloni dalla Germania, questa volta provenienti principalmente dal Palatinato e dal Württemberg. Tuttavia, nonostante il piccolo centro fosse un polo fiorente dell'industria metallurgica nordamericana, molte famiglie di coloni migrarono più tardi verso il Piedmont.
Nel 1978, Germanna è stata inscritta nel National Register of Historic Places.